# ورزشگاه دینامو مرکزی
ورزشگاه دینامو مرکزی (به لاتین: Central Dynamo Stadium) یک ورزشکاه فوتبال در روسیه است که در مسکو واقع شده‌است.